# Zastupnički dom Sjedinjenih Američkih Država
Zastupnički dom Sjedinjenih Američkih Država (eng. United States House of Representatives) je jedan od dva doma Kongresa SAD-a; drugi je Senat. Svaka država je u Domu (za koji se u SAD-u koristi skraćenica eng. House) proporcionalno predstavljena prema udjelu u ukupnom stanovništvu, te ima pravo na najmanje jednog zastupnika; najmnogoljudnija država trenutno ima 53 zastupnika. Ukupan broj zastupnika je trenutno fiksiran na 435 prema posebnom zakonu iz 1911. godine, iako Kongres može zakonom izmijeniti taj broj. Svaki zastupnik služi mandat od dvije godine. Tijelom predsjedavanja službenik poznat pod nazivom Predsjednik odnosno Speaker, a biraju ga svi članova. Trenutna zastupljenost država je prikazana u članku Popis država SAD-a po broju stanovnika.
Dvodomni Kongres nastao je od nastojanja Očeva osnivača za stvoriti Dom "naroda" koji bi predstavljao javno mnijenje, a kojem bi protutežu predstavljao promišljanju skloniji Senat koji predstavlja vlade pojedinačnih država, te manje sklon promjenama raspoloženja u masama. Zastupnički dom se često naziva "donjim domom," dok se za Senat govori da je "gornji dom," iako Ustav SAD-a ne koristi takav rječnik. Ustav propisuje da je pristanak oba doma nužan za donijeti zakone.
Glede toga što se članovi uglavnom biraju iz manjih (prosjek 693.000 stanovnika godine 2007.) i obično homogenijih izbornih jedinica nego oni u Senatu, Zastupnički dom se često smatra stranački pristranijim domom. Mnogi od Očeva osnivača su Senat (čije su članove na početku birale državne skupštine) smatrali protutežom od naroda izabranom Zastupničkom domu, kao što je Zastupnički dom bio protuteža Senatu. Ovlasti "savjeta i pristanka" (kao ratifikacija međunarodnih sporazuma) su stoga predana samo Senatu. Zastupnički dom je dobio svoja isključive ovlasti: ovlast pokrenuti prijedloge zakona o prikupljanju prihoda, pokreće opoziv federalnih službenika i bira predsjednika u slučaju da Elektorski kolegij to ne može učiniti. Senat, međutim, može predložiti zakone o trošenju prihoda i ima isključivo pravo suditi službenicima protiv kojih je pokrenut opoziv te birati potpredsjednika kada Elektorski kolegij to nije u stanju učiniti. Senat i njegovi članovi u pravilu imaju veći prestiž nego Zastupnički dom jer senatori služe duže mandate (šest godina) u manjem tijelu te (osim kod sedam država) predstavljaju šire biračko tijelo.
Zastupnički dom se sastaje u južnom krilu Kapitola.

## Vanjske poveznice
- A New Nation Votes: American Election Returns 1787-1825  Arhivirana inačica izvorne stranice od 25. srpnja 2008. (Wayback Machine)
- The United States House of Representatives. Official Website.
- Clerk of the House of Representatives' official website and historical statistics: "Historical Highlights"